# Gare de Berlin-Heiligensee
La gare de Berlin-Heiligensee est une gare ferroviaire à Berlin, dans le quartier de Heiligensee.

## Situation ferroviaire
La gare est la dernière gare berlinoise de la ligne de Berlin-Schönholz à Kremmen.

## Histoire
La station ouvre le 1er août 1893 pour le transport de marchandises puis pour les personnes le 1er mai 1897. La plate-forme centrale est construite en deux étapes en 1925 et 1926. L'entrée est située à l'extrémité nord-est. Un toit à deux versants en bois couvre la plate-forme. L'électrification est faite le 16 mars 1927.
Même avant la Seconde Guerre mondiale, les trains ont 20 minutes d'intervalle. En raison des dommages de guerre, l'activité est arrêtée d'avril à septembre 1945.
Avec la construction du mur le 13 août 1961, Heiligensee est la dernière gare de Berlin-Ouest. Avec l'accord entre la Deutsche Reichsbahn et la Berliner Verkehrsbetriebe le 9 janvier 1984, la ligne de Berlin-Schönholz à Kremmen est suspendue.
Après la rénovation de Berlin-Schönholz à Hennigsdorf, la station rouvre en même temps que la section entre Tegel et Hennigsdorf le 15 décembre 1998.

## Service des voyageurs

### Intermodalité
La station de métro a des correspondances avec des lignes d'omnibus de la Berliner Verkehrsbetriebe.